# Покровська агломерація
Покровська агломерація — агломерація з центром у місті Покровськ.
Головні чинники створення і існування агломерації: важливий центр вугільної промисловості, транспортних вузол, близькість центрів металургійної і машинобудівної промисловості.
Донецький міжнародний аеропорт.
Складається
- з міст: Покровськ, Добропілля, Мирноград, Новогродівка, Селидове.
- з районів: Добропільський район, Покровський район, Межівський район.

- Чисельність населення — 379,5 тис. осіб.
- Площа — 3 711 км².
- Густота населення — 102,3 осіб/км².